# 高橋洋子 (歌手)
高橋 洋子（たかはし ようこ、1966年8月28日 - ）は、日本の女性歌手。
東京都出身。ポッシブル所属。レーベルはSONIC BLADEと業務提携。

## 略歴
- 血液型O型[1]。身長166 cm[2]。

### 生い立ち
2歳ごろから父親にピアノを習っており、小学生時代には滝野川少年少女合唱団のメンバーでもあった。10歳で手塚治虫作品のイメージアルバムに参加している。高校時代はバンドを組んでいた。大学では軽音楽サークルで活動し、オペラ歌手を目指していた。
弟は作曲家のたかはしごう。その妻の松野有里巳は義妹にあたる。ボイストレーナーの姉がいる。他には兄もいる。
両親は福島県いわき市出身で、父方の祖父は宮大工を務めていた。

### デビュー
1985年、駒澤大学軽音楽サークルのメンバーらと「ヤウパワー」というバンドを結成。1986年、キティレコード主催のコンテスト「第1回CSPC」にヤウパワーとして出場し、入賞を果たす。これをきっかけとして、1987年に開催された久保田利伸の『GROOVIN'』ツアーにおけるバックコーラスオーディションの話が舞い込む。約50人のオーディションを勝ち抜き、バックコーラスグループ「LOVE MACHINE」のメンバーとして久保田のサポートをした。
メジャーデビュー以前は、1987年から久保田利伸や松任谷由実、Winkなどのコンサートでバックコーラスを務め、今井美樹や斉藤由貴のアルバムではコーラスとして参加している。当時はオペラ歌手ではなく、うたのおねえさんを目指していた。同時にスタジオミュージシャンとして、CMソングやサウンドトラックなどでボーカルも務めていた。
1991年、「P.S. I miss you」でバラードシンガーとしてソロデビュー。なお、同曲の2か月前にシングル「おかえり」を発売しているが、現在は『おかえり』を”初のソロCD”、「P.S. I miss you」を”本格的なソロ・デビュー作”としている。1992年には『もう一度逢いたくて』で第34回日本レコード大賞新人賞（最優秀新人賞ノミネート）を受賞。同年には「P.S. I miss you」で第25回日本有線大賞新人賞も受賞している。
YAWMIN（ヤーミン）名義でテレビアニメ『らんま1/2』の楽曲を、YAUMIN（ヤウミン）名義でOVA『万能文化猫娘』のイメージソングを数曲歌唱している。

### エヴァのOP曲で大ヒット
1995年、3月～6月にかけ音楽留学のためアメリカのロサンゼルスへ渡る。帰国後、仕事がないことを大森俊之に相談したところ『新世紀エヴァンゲリオン』のエンディングテーマ「Fly Me to the Moon」カバー企画への参加が決定した。さらに大月俊倫（キングレコード）の提案でオープニングテーマ「残酷な天使のテーゼ」のボーカルを、その2年後には映画『新世紀エヴァンゲリオン劇場版 シト新生』の主題歌を担当した。

### フリーに転身
2000年、当時所属していた事務所とレコード会社を辞め、一時的にフリーとなった。フリー転身後の5年間は、ケアワーカーとして介護職に従事。自身が当時を語る際は「芸能界を引退していた期間」としている。ただし、芸能活動を完全休止していたわけではなく、オファーを受けたテレビ出演やレコーディング、ライブ活動などは行っていた。
2003年、ミツカン『金のごまだれ』のコマーシャルソングとして、小林明子の「恋におちて -Fall in love-」の替え歌を担当。フルバージョンも存在したが、当時はスーパーなどの使用に留まり音源化は予定されていなかった。14年後、2017年発売の『YOKO SINGS FOREVER』にてCD初収録となる。

### 近年の活動
2009年に「残酷な天使のテーゼ 2009VERSION」を発売するタイミングでキングレコードと契約（レーベルはスターチャイルド→KING AMUSEMENT CREATIVE→SONIC BLADE）。専属ではなく業務提携となっており、主に音楽の発売や公式サイトの運営などをキングレコードが行っている。
2010年7月2日、当時所属していたファンキージャムのスタッフによる公式Twitterを開設。高橋は翌年2月に事務所を移籍したため、約7か月ほどで更新が止まり、現在はアカウントが凍結されている。
2015年5月、スタッフによる公式Facebookアカウントを開設。同年6月のKING SUPER LIVEではオープニングで出演。7月、ロサンゼルスで行われたアニメ・エキスポ2015では最終日の掉尾を飾った。
2016年7月〜8月、『ドラゴンクエストライブスペクタクルツアー』に竜の女王役で参加。
2019年、『ももいろ歌合戦』（BS日テレ・ニッポン放送・AbemaTVなど）へ初出場。
2020年、高橋竜子（たかはしりゅうこ）名義でテレビアニメ『ギャルと恐竜』のエンディングテーマを担当。
2021年、『第72回NHK紅白歌合戦』（NHK総合・ラジオ第1）に特別企画「カラフル特別企画 〜明日への勇気をくれる歌〜」として初出場。
2022年、4月12日放送の『踊る!さんま御殿!!』（日本テレビ）に出演。明石家さんまとの掛け合いで笑いを誘う。
2024年、6月30日放送の『NHKのど自慢』（NHK総合・ラジオ第1・FM）にゲスト出演。「残酷な天使のテーゼ」を歌唱。

## ディスコグラフィ

### 配信限定シングル
| #   | 発売日         | タイトル                         | 規格品番  | 発売元                  |
| --- | -------------- | -------------------------------- | --------- | ----------------------- |
| 1st | 2021年1月23日  | にゃん酷なにゃんこのテーゼ       | NOPA-2476 | KING AMUSEMENT CREATIVE |
| 2nd | 2021年8月31日  | what if? 高橋洋子ver. 通常版     | NOPA-2810 | SONIC BLADE             |
| 2nd | 未定           | what if? 高橋洋子ver. プレミア版 |           | SONIC BLADE             |
| 3rd | 2021年12月20日 | Final Call                       | NOPA-2435 | SONIC BLADE             |
| 4th | 2022年12月19日 | Teardrops of hope                | NOPA-3212 | SONIC BLADE             |

### 参加作品
| 曲名                                                                                           | 歌手                                                                           | 収録アルバム                                                                   | 発売日         | 規格品番                                  | 発売元                                       |
| ---------------------------------------------------------------------------------------------- | ------------------------------------------------------------------------------ | ------------------------------------------------------------------------------ | -------------- | ----------------------------------------- | -------------------------------------------- |
| ふしぎなメルモ (テイチク・オーケストラ)                                                        | 高橋洋子                                                                       | 手塚治虫の世界 鉄腕アトム〜ジェッターマルス                                    | 1977年??月??日 | BH-3016                                   | テイチク                                     |
| ふしぎなメルモ (テイチク・オーケストラ)                                                        | 高橋洋子                                                                       | 復刻 手塚治虫作品 傑作集／鉄腕アトム                                           | 1998年9月23日  | TECD-25414                                | テイチク                                     |
| サー・デューク                                                                                 | LOVE MACHINE                                                                   | NEC SOUND COMMUNICATION ON CD                                                  | 1987年??月??日 | CD-DT05                                   | NEC                                          |
| 星に願いを                                                                                     | LOVE MACHINE                                                                   | NEC SOUND COMMUNICATION ON CD                                                  | 1987年??月??日 | CD-DT05                                   | NEC                                          |
| Clara (Overture/Morning Dew〜朝露)                                                             | 高橋洋子、楠瀬誠志郎                                                           | Clara                                                                          | 1988年4月21日  | 32DH-5009                                 | CBS・ソニー                                  |
| Clara (Chapter-I ACT-I/Heart ever reaches〜想い遥か Act-II/Seduction〜誘惑 Act-III/Oath〜誓い) | 楠瀬誠志郎、高橋洋子、崎谷健次郎、種ともこ、和田加奈子                         | Clara                                                                          | 1988年4月21日  | 32DH-5009                                 | CBS・ソニー                                  |
| Maybe                                                                                          | 高橋洋子                                                                       | サイレントメビウス MUSIC ALUBM "CAUTION"                                       | 1989年6月1日   | H00K-20139                                | キティレコード                               |
| Maybe                                                                                          | 高橋洋子                                                                       | サイレントメビウス MUSIC ALUBM "CAUTION"                                       | 1998年5月13日  | KTCR-1474                                 | キティレコード                               |
| Cherryのまんま                                                                                 | 高橋洋子                                                                       | すぎ恵美子 ドキドキ ワクワク サウンドステーション                              | 1989年6月1日   | P32G-801 [CD]                             | プラッツ                                     |
| Cherryのまんま                                                                                 | 高橋洋子                                                                       | すぎ恵美子 ドキドキ ワクワク サウンドステーション                              | 1989年6月1日   | P28A-801 [LP]                             | プラッツ                                     |
| Cherryのまんま                                                                                 | 高橋洋子                                                                       | ヴォイスアクトレス・ベスト・ソング・コレクション'89〜'90 女声編                | 1997年5月21日  | APCM-5100                                 | バンダイ・ミュージックエンタテインメント     |
| MYSTIC EYES……愛はCOUNT DOWN                                                                    | 高橋洋子                                                                       | B型同盟・ミュージックアルバム                                                  | 1989年9月25日  | H00K-20157                                | キティレコード                               |
| MYSTIC EYES……愛はCOUNT DOWN                                                                    | 高橋洋子                                                                       | B型同盟・ミュージックアルバム                                                  | 1991年9月11日  | KTCR-1120                                 | キティレコード                               |
| ロンリー・アフタヌーン                                                                         | 高橋洋子                                                                       | 目の前のにんじん                                                               | 1990年10月21日 | PCCR-00036                                | ポニーキャニオン                             |
| AN OMEN OF DEATH                                                                               | 清水美恵、高橋洋子、小笠原ちあき                                               | サイレントメビウス MUSIC ALBUM II "EMERGENCY"                                  | 1991年3月25日  | KTCR-1063                                 | キティレコード                               |
| 眠れぬ夜に                                                                                     | 高橋洋子                                                                       | サイレントメビウス MUSIC ALBUM II "EMERGENCY"                                  | 1991年3月25日  | KTCR-1063                                 | キティレコード                               |
| MYSTIC EYES……愛はCOUNT DOWN (REMIX)                                                            | 高橋洋子                                                                       | B型同盟 Another Music                                                          | 1991年9月25日  | KTCR-1125                                 | キティレコード                               |
| MIRAGE                                                                                         | 高橋洋子                                                                       | STRUGGLE 〜お茶の間 オリジナルサウンドトラック〜                               | 1993年3月10日  | KTCR-1223                                 | キティレコード                               |
| ブルーの翼 (アコースティック・ヴァージョン)                                                    | 高橋洋子                                                                       | Vertigo                                                                        | 1993年8月11日  | KTCR-1237                                 | キティレコード                               |
| ブルーの翼 (アコースティック・ヴァージョン)                                                    | 高橋洋子                                                                       | Vertigo                                                                        | 2001年8月25日  | PMR-25009                                 | METRONOM RECORDS                             |
| 浅い夢                                                                                         | 高橋洋子                                                                       | 来生たかおSONGS                                                                | 1995年7月21日  | KTCR-1320                                 | キティレコード                               |
| 残酷な天使のテーゼ (Director's Edit. Version)                                                  | 高橋洋子                                                                       | NEON GENESIS EVANGELION                                                        | 1995年12月6日  | KICA-286                                  | スターチャイルド                             |
| FLY ME TO THE MOON <YOKO TAKAHASHI Acid Bossa Version>                                         | YOKO TAKAHASHI                                                                 | NEON GENESIS EVANGELION                                                        | 1995年12月6日  | KICA-286                                  | スターチャイルド                             |
| 予感                                                                                           | 高橋洋子                                                                       | NEON GENESIS EVANGELION II                                                     | 1996年2月16日  | KICA-290                                  | スターチャイルド                             |
| 残酷な天使のテーゼ (TV. Size Version)                                                          | 高橋洋子                                                                       | NEON GENESIS EVANGELION II                                                     | 1996年2月16日  | KICA-290                                  | スターチャイルド                             |
| 幸せは罪の匂い                                                                                 | 高橋洋子                                                                       | NEON GENESIS EVANGELION III                                                    | 1996年5月22日  | KICA-300                                  | スターチャイルド                             |
| 無限抱擁                                                                                       | 高橋洋子                                                                       | NEON GENESIS EVANGELION III                                                    | 1996年5月22日  | KICA-300                                  | スターチャイルド                             |
| FLY ME TO THE MOON <YOKO TAKAHASHI TV. Size Version>                                           | YOKO TAKAHASHI                                                                 | NEON GENESIS EVANGELION III                                                    | 1996年5月22日  | KICA-300                                  | スターチャイルド                             |
| FLY ME TO THE MOON -4 BEAT TV. Size VERSION-                                                   | YOKO TAKAHASHI                                                                 | NEON GENESIS EVANGELION III                                                    | 1996年5月22日  | KICA-300                                  | スターチャイルド                             |
| FLY ME TO THE MOON <YOKO TAKAHASHI Acid Bossa TV. Size Version>                                | YOKO TAKAHASHI                                                                 | NEON GENESIS EVANGELION III                                                    | 1996年5月22日  | KICA-300                                  | スターチャイルド                             |
| パジャマでおじゃま                                                                             | ジャマーズ                                                                     | たいそう「あ･い･うー」                                                         | 1996年8月21日  | COCC-13686                                | 日本コロムビア                               |
| 気分をかえよう! (ショートバージョン)                                                           | 高橋洋子                                                                       | フォーチュン・クエスト外伝 パステルの旅立ち ドラマ・コレクション Vol.3         | 1996年10月21日 | AYCM-536                                  | エアーズ                                     |
| lost paradise                                                                                  | 緒方恵美 & 高橋洋子                                                            | 多重人格 multipheno                                                            | 1996年10月28日 | POCX-1054                                 | ポリグラム                                   |
| 気分をかえよう!                                                                                | 高橋洋子                                                                       | フォーチュン・クエスト外伝 パステルの旅立ち オリジナル・サウンド・コレクション | 1996年11月21日 | AYCM-541                                  | エアーズ                                     |
| 心と心で                                                                                       | 高橋洋子                                                                       | どんぐりの家 オリジナル・サウンドトラック                                      | 1997年9月10日  | POCX-1079                                 | ポリグラム                                   |
| 蜃気楼                                                                                         | 高橋洋子                                                                       | tribute to REBECCA DREAM DISCOVERY                                             | 1999年11月10日 | HDCA-10016                                | ドリームマシーン                             |
| 美しい人                                                                                       | 高橋洋子 & 行天正恭                                                            | 「美しい人 La Bel Homme」イメージアルバム                                      | 1999年11月26日 | PHCL-5134                                 | マーキュリー・ミュージックエンタテインメント |
| ララバイの夢                                                                                   | 高橋洋子                                                                       | スナグル・アップ 〜ララバイが生まれた日〜                                      | 2000年3月25日  | KTCM-1171                                 | フェリシモ                                   |
| シロクロ つけてくだ サイ                                                                       | 高橋洋子                                                                       | NHK むしまるQゴールド2000 だいQ 〜ハラ、イッパイ、ヘッタ〜                     | 2001年4月21日  | COCX-31348                                | 日本コロムビア                               |
| ミドリガメのうた                                                                               | イサム&ヨウコ・フロリダ'66                                                     | むしまるQゴールド 〜水の中の小さなクマ〜                                       | 2002年4月20日  | COCX-31847                                | 日本コロムビア                               |
| we'll be together -2002-                                                                       | 高橋洋子                                                                       | アクエリアンエイジ SagaII -Image Alubm-                                        | 2002年9月20日  | BRCA-1002                                 | ブロッコリー                                 |
| 虹色・夢色・太鼓色                                                                             | 高橋洋子                                                                       | 太鼓の達人 ブルー                                                              | 2003年4月23日  | COCX-32169                                | 日本コロムビア                               |
| Change My Heart (qwerty mix)                                                                   | 高橋洋子                                                                       | アクエリアンエイジ SagaII 〜Don't forget me...〜 オリジナルサウンドラック      | 2003年11月21日 | CFC-041                                   | ブロッコリー                                 |
| Change My Heart                                                                                | 高橋洋子                                                                       | アクエリアンエイジ SagaII 〜Don't forget me...〜 オリジナルサウンドラック      | 2003年11月21日 | CFC-041                                   | ブロッコリー                                 |
| Luna                                                                                           | 高橋洋子                                                                       | TWIN MOONS/二つの月                                                            | 2004年1月1日   | AUF-004                                   | REALING                                      |
| TWIN MOONS                                                                                     | 高橋洋子                                                                       | TWIN MOONS/二つの月                                                            | 2004年1月1日   | AUF-004                                   | REALING                                      |
| シロクロ つけてくだ サイ (TVバージョン)                                                        | 高橋洋子                                                                       | NHKむしまるQゴールド大集合!大脱皮のテーマ                                      | 2004年4月21日  | COCX-32677                                | 日本コロムビア                               |
| metamorphose (ON AIR Ver.)                                                                     | 高橋洋子                                                                       | この醜くも美しい世界 オリジナルサウンドトラック                                | 2004年6月4日   | GNCA-1014                                 | ジェネオンエンタテインメント                 |
| 残酷な天使のテーゼ (pop'n music version)                                                       | 高橋洋子                                                                       | pop'n music 12 いろは AC CS pop'n music 10                                     | 2005年4月13日  | KOLA-94〜96                               | コナミミュージックエンターテイメント         |
| おどろんルーレット Opening                                                                     | 高橋洋子                                                                       | うたっておどろんぱ! 〜ダンスはこころのエネルギー〜                             | 2005年4月20日  | COCX-33173                                | 日本コロムビア                               |
| おどろんルーレットA                                                                            | 高橋洋子、ひとみ、おどる、おにいさんたち（こーじ、じろー、てる）               | うたっておどろんぱ! 〜ダンスはこころのエネルギー〜                             | 2005年4月20日  | COCX-33173                                | 日本コロムビア                               |
| おどろんルーレットB                                                                            | 高橋洋子、ひとみ、おどる、おにいさんたち（こーじ、じろー、てる）               | うたっておどろんぱ! 〜ダンスはこころのエネルギー〜                             | 2005年4月20日  | COCX-33173                                | 日本コロムビア                               |
| おどろんルーレットC                                                                            | 高橋洋子、ひとみ、おどる、おにいさんたち（こーじ、じろー、てる）               | うたっておどろんぱ! 〜ダンスはこころのエネルギー〜                             | 2005年4月20日  | COCX-33173                                | 日本コロムビア                               |
| おどろんルーレットD                                                                            | 高橋洋子、ひとみ、おどる、おにいさんたち（こーじ、じろー、てる）               | うたっておどろんぱ! 〜ダンスはこころのエネルギー〜                             | 2005年4月20日  | COCX-33173                                | 日本コロムビア                               |
| WING (On Air Ver.)                                                                             | 高橋洋子                                                                       | ああっ女神さまっ Original Sound Track-2                                        | 2005年6月24日  | GNCA-1041                                 | ジェネオンエンタテインメント                 |
| 虹色・夢色・太鼓色 (ロングバージョン)                                                          | 高橋洋子                                                                       | 太鼓の達人 とびっきり!アニメスペシャル 大熱唱!歌祭り!                          | 2005年8月24日  | COCX-33324                                | 日本コロムビア                               |
| 残酷な天使のテーゼ (10TH ANNIVERSARY VERSION)                                                  | 高橋洋子                                                                       | NEON GENESIS EVANGELION DECADE                                                 | 2005年10月26日 | KICA-718                                  | スターチャイルド                             |
| 魂のルフラン (10TH ANNIVERSARY VERSION)                                                        | 高橋洋子                                                                       | NEON GENESIS EVANGELION DECADE                                                 | 2005年10月26日 | KICA-718                                  | スターチャイルド                             |
| 夜明け生まれ来る少女 〜TVサイズ〜                                                              | 高橋洋子                                                                       | 灼眼のシャナ オリジナルサウンドトラック                                        | 2006年1月25日  | GNCA-1059                                 | ジェネオンエンタテインメント                 |
| 蒼き炎 TVサイズ                                                                                | 高橋洋子                                                                       | Pumpkin Scissors OST WONderful tracks I                                        | 2006年12月22日 | GNCA-1112                                 | ジェネオンエンタテインメント                 |
| 聖なる痛みを抱いて (game ver.)                                                                 | 高橋洋子                                                                       | LUX-PAIN ORIGINAL SOUNDTRACK                                                   | 2008年4月23日  | MJCD-20119                                | MMV                                          |
| Hello, my friend (Duet with 高橋洋子)                                                          | 稲垣潤一 & 高橋洋子                                                            | 男と女 -TWO HEARTS TWO VOICES-                                                 | 2008年11月19日 | UICZ-4187                                 | USMジャパン                                  |
| Burn                                                                                           | 高橋洋子                                                                       | 映画「20世紀少年」オリジナル・サウンドトラック Vol.2                           | 2009年1月21日  | MHCL-1471                                 | ソニーミュージックダイレクト                 |
| God                                                                                            | 高橋洋子                                                                       | 映画「20世紀少年」オリジナル・サウンドトラック Vol.2                           | 2009年1月21日  | MHCL-1471                                 | ソニーミュージックダイレクト                 |
| 残酷な天使のテーゼ〜ブラバン!甲子園ヴァージョン                                                | 高橋洋子                                                                       | ブラバン!甲子園3                                                               | 2009年6月24日  | UICZ-4199                                 | USMTVM                                       |
| SuperSaxPlaysEVA_TributeToSuperSax                                                             | 高橋洋子                                                                       | ヱヴァンゲリヲン新吹奏楽版 其の2                                               | 2009年12月9日  | KIZC-43                                   | キングレコード                               |
| 傷だらけの夢 (OVAサイズ)                                                                       | 高橋洋子                                                                       | COBRA THE ANIMATION "THE PSYCHOGUN" & "TIME DRIVE" COMPLETE SOUNDTRACK         | 2010年1月20日  | COCX-36021                                | 日本コロムビア                               |
| 唇よ、熱く君を語れ (Duet with 高橋洋子)                                                        | 稲垣潤一 & 高橋洋子                                                            | 男と女4 -TWO HEARTS TWO VOICES-                                                | 2013年10月23日 | UICZ-4287                                 | USMジャパン                                  |
| Peaceful Times_the London-Tokyo meeting                                                        | 高橋洋子 & ヘイゼル・フェルナンデス                                            | SHIRO'S SONGBOOK 'Xpressions'                                                  | 2013年11月6日  | YMCL-10015                                | ヤマハミュージックアンドビジュアルズ         |
| Extase                                                                                         | 高橋洋子                                                                       | SHIRO'S SONGBOOK 'Xpressions'                                                  | 2013年11月6日  | YMCL-10015                                | ヤマハミュージックアンドビジュアルズ         |
| 魂のルフラン (TeddyLoid Remix)                                                                 | 高橋洋子                                                                       | 魂のルフラン (TeddyLoid Remix)                                                 | 2014年9月17日  | SSX-289                                   | EVIL LINE RECORDS                            |
| 魂のルフラン (TeddyLoid Remix)                                                                 | 高橋洋子                                                                       | SILENT PLANET: INFINITY                                                        | 2018年11月28日 | NKCD-6850                                 | EVIL LINE RECORDS                            |
| WELCOME TO THE TOKYO III JAZZ CLUB                                                             | Ian Michael G Pitter、LOREN、Evette Briscoe、Paul Lee、高橋洋子                | THE WORLD! EVANGELION JAZZ NIGHT =THE TOKYO III JAZZ CLUB=                     | 2014年12月24日 | KICA-3219                                 | スターチャイルド                             |
| 魂のルフラン (inu crabMixx)                                                                    | 高橋洋子                                                                       | Re:animation Presents Re:Boots Legendary Animesong Remixes                     | 2016年7月6日   | UICZ-8179                                 | ユニバーサルミュージック                     |
| 残酷な天使のテーゼ (inu crabMixx)                                                              | 高橋洋子                                                                       | Re:animation Presents Re:Boots Legendary Animesong Remixes                     | 2016年7月6日   | UICZ-8179                                 | ユニバーサルミュージック                     |
| TENSIONS – he who pays the piper                                                               | 高橋洋子                                                                       | SHIRO’S SONGBOOK 録音録 The Hidden Wonder of Music                             | 2017年3月22日  | MHCL-30449                                | Sony Music                                   |
| シルバージャガーのテーマ                                                                       | 高橋洋子                                                                       | うしおそうじ (鷺巣富雄) ピープロ全曲集                                         | 2017年12月27日 | KIZC-405                                  | キングレコード                               |
| 0戦はやと                                                                                      | 高橋洋子                                                                       | うしおそうじ (鷺巣富雄) ピープロ全曲集                                         | 2017年12月27日 | KIZC-405                                  | キングレコード                               |
| マグマ大使                                                                                     | 高橋洋子                                                                       | うしおそうじ (鷺巣富雄) ピープロ全曲集                                         | 2017年12月27日 | KIZC-405                                  | キングレコード                               |
| ヤダモンの歌 (白黒歌入り)                                                                      | 高橋洋子                                                                       | うしおそうじ (鷺巣富雄) ピープロ全曲集                                         | 2017年12月27日 | KIZC-405                                  | キングレコード                               |
| ヤダモンの歌 (色つき歌入り)                                                                    | 高橋洋子                                                                       | うしおそうじ (鷺巣富雄) ピープロ全曲集                                         | 2017年12月27日 | KIZC-405                                  | キングレコード                               |
| T.o.k.y.o                                                                                      | 高橋洋子                                                                       | Beat Piano Music 3                                                             | 2018年5月30日  | SCGA-00072                                | Subcul-rise Record                           |
| A Merry Christmas to you                                                                       | 高橋洋子                                                                       | TWIN GUITAR 3 〜cosmic balloon〜                                               | 2018年7月4日   | UICZ-4429                                 | USMジャパン                                  |
| TENSIONS alterna 2018                                                                          | 高橋洋子                                                                       | アニソン録 プラス。                                                            | 2018年8月29日  | KICA-2529                                 | KING AMUSEMENT CREATIVE                      |
| アンコ椿は恋の花                                                                               | 高橋洋子                                                                       | アンコ椿は恋の花                                                               | 2019年12月25日 | COKM-42582 (配信)                         | 日本コロムビア                               |
| アンコ椿は恋の花                                                                               | 高橋洋子                                                                       | 都はるみを好きになった人 〜Tribute to HARUMI MIYAKO〜                          | 2020年2月22日  | COCP-41009                                | 日本コロムビア                               |
| FLY ME TO THE MOON 2020 <Short Size Version>                                                   | 高橋洋子                                                                       | NEON GENESIS EVANGELION SOUNDTRACK 25th ANNIVERSARY BOX                        | 2020年10月7日  | KICA-2576〜80                             | KING AMUSEMENT CREATIVE                      |
| FLY ME TO THE MOON 2020                                                                        | 高橋洋子                                                                       | EVANGELION FINALLY                                                             | 2020年10月7日  | KICA-2583                                 | KING AMUSEMENT CREATIVE                      |
| 心よ原始に戻れ 2020                                                                            | 高橋洋子                                                                       | EVANGELION FINALLY                                                             | 2020年10月7日  | KICA-2583                                 | KING AMUSEMENT CREATIVE                      |
| what if?: orchestra, choir and piano                                                           | 高橋洋子、Catherine Bott、Deborah Miles-Johnson、Andrew Busher、Michael George | Shiro SAGISU Music from "SHIN EVANGELION"                                      | 2021年3月17日  | KICA-2586〜88                             | KING AMUSEMENT CREATIVE                      |
| ave verum corpus                                                                               | 高橋洋子、Catherine Bott、Deborah Miles-Johnson、Andrew Busher、Michael George | Shiro SAGISU Music from "SHIN EVANGELION"                                      | 2021年3月17日  | KICA-2586〜88                             | KING AMUSEMENT CREATIVE                      |
| 4EM30 what if? film edit                                                                       | 高橋洋子、Catherine Bott、Deborah Miles-Johnson、Andrew Busher、Michael George | EVANGELION:3.0+1.0 THRICE UPON A TIME original sound track                     | 2023年3月8日   | NKCD-10501〜2                             | KING AMUSEMENT CREATIVE                      |
| 4EM37 ave verum film edit                                                                      | 高橋洋子、Catherine Bott、Deborah Miles-Johnson、Andrew Busher、Michael George | EVANGELION:3.0+1.0 THRICE UPON A TIME original sound track                     | 2023年3月8日   | NKCD-10501〜2                             | KING AMUSEMENT CREATIVE                      |
| What If? - memorial vocal                                                                      | 高橋洋子                                                                       | EVANGELION:3.0+1.0 THRICE UPON A TIME original sound track                     | 2023年3月8日   | NKCD-10501〜2                             | KING AMUSEMENT CREATIVE                      |
| アマツキツネ                                                                                   | 高橋洋子                                                                       | アマツキツネ 10th Anniversary                                                  | 2023年4月26日  | SCGA-00177（初回盤） SCGA-00178（通常盤） | Subcul-rise Record                           |
| オチビサンの絵描きうた                                                                         | 高橋洋子                                                                       | アニメオチビサン音楽集                                                         | 2024年4月26日  | TCJPR-0001164733                          | SHOCHIKU RECORDS                             |
| オチビサンの絵描きうた (母ver.)                                                                | 高橋洋子                                                                       | アニメオチビサン音楽集                                                         | 2024年4月26日  | TCJPR-0001164733                          | SHOCHIKU RECORDS                             |
| 君をのせて (feat. 高橋洋子 and PAX JAPONICA GROOVE)                                            | 高橋洋子                                                                       | the ジブリ set 3                                                               | 2024年11月27日 | -                                         | LOOP33                                       |
| ひこうき雲 (feat. 高橋洋子)                                                                    | 高橋洋子                                                                       | the ジブリ set 3                                                               | 2024年11月27日 | -                                         | LOOP33                                       |

### ライブ音源
| 曲名                                                                | 収録アルバム                                             | 発売日         | 規格品番             | 発売元                  | 備考                   |
| ------------------------------------------------------------------- | -------------------------------------------------------- | -------------- | -------------------- | ----------------------- | ---------------------- |
| Maybe (Live Version)                                                | サイレントメビウス オリジナル・ドラマ・アルバム "DANGER" | 1989年6月25日  | H00K-20141           | キティレコード          |                        |
| lost paradise                                                       | 緒方恵美 LIVE multipheno concert tour 1996 winter        | 1997年3月5日   | POCX-1066〜7         | ポリグラム              | 緒方恵美とのデュエット |
| 残酷な天使のテーゼ                                                  | スーパーロボット魂2003 春の陣                            | 2003年6月25日  | KICA-1297            | キングレコード          |                        |
| 魂のルフラン                                                        | スーパーロボット魂2003 春の陣                            | 2003年6月25日  | KICA-1297            | キングレコード          |                        |
| Comme au premier jour (Chanté)                                      | Un souvenir du Japon                                     | 2014年11月24日 | TACD-4580            | Tacca Musique           | カナダ盤 日本未発売    |
| Who will know OST                                                   | シン・ゴジラ対エヴァンゲリオン交響楽                     | 2017年12月27日 | KICA-92522 KICA-2522 | KING AMUSEMENT CREATIVE |                        |
| Who will know - furusato                                            | シン・ゴジラ対エヴァンゲリオン交響楽                     | 2017年12月27日 | KICA-92522 KICA-2522 | KING AMUSEMENT CREATIVE |                        |
| 残酷な天使のテーゼ〜MISATO〜次回予告 F02〜次回予告 F02 (アンコール) | シン・ゴジラ対エヴァンゲリオン交響楽                     | 2017年12月27日 | KICA-92522 KICA-2522 | KING AMUSEMENT CREATIVE |                        |

### 未発表曲
| 曲名                                                               | タイアップ                                                                         |
| ------------------------------------------------------------------ | ---------------------------------------------------------------------------------- |
| Woman's Love (Film Version)                                        | 映画『天国の大罪』主題歌                                                           |
| (タイトルなし)                                                     | 栗山米菓「バカウケせんべい」CMソング                                               |
| (タイトルなし)                                                     | 杏林製薬CMソング                                                                   |
| din-don                                                            | (タイアップなし)                                                                   |
| プレゼントタイム                                                   | (タイアップなし)                                                                   |
| Happy Dear Friends                                                 | (タイアップなし)                                                                   |
| destiny                                                            | (タイアップなし)                                                                   |
| 7th                                                                | (タイアップなし)                                                                   |
| Be here now                                                        | (タイアップなし)                                                                   |
| ラライドゥー                                                       | (タイアップなし)                                                                   |
| おさんぽ                                                           | (タイアップなし)                                                                   |
| 吐息の森                                                           | (タイアップなし)                                                                   |
| ピックルの冒険                                                     | 『七田チャイルドアカデミー』教材用CDエンディング曲                                 |
| FLY ME TO THE MOON <YOKO TAKAHASHI TV. Size Version> (Strings抜き) | テレビアニメ『新世紀エヴァンゲリオン』エンディングテーマ（リニューアル版の第四話） |
| こっちをむいてチャーミー                                           | OVA『チャーミー・キティ』エンディングテーマ                                        |
| (タイトルなし)                                                     | 明治「ドマッシュノ」CMソング                                                       |
| (タイトル不明)                                                     | ミュージカル『With You 〜The Stories After Happy Ending〜』テーマソング            |
| POWER TO CHANGE                                                    | BS11『はたらくげんき』エンディングテーマ                                           |
| いろはにほへと                                                     | (タイアップなし)                                                                   |
| 残酷な天使のテーゼ REMIX 2013                                      | パチスロ『EVANGELION』イメージソング                                               |
| 魂のルフラン REMIX 2013                                            | パチスロ『EVANGELION』イメージソング                                               |
| Evolve                                                             | アーケードゲーム『スクール オブ ラグナロク』主題歌                                 |

### YAUMIN名義の楽曲
| 曲名                                      | 原曲                               | 収録アルバム                       | 発売日         | 規格品番   | 発売元           |
| ----------------------------------------- | ---------------------------------- | ---------------------------------- | -------------- | ---------- | ---------------- |
| Touch Me Softly <English Version>         | Touch me softly                    | 万能文化猫娘 SOUND PHASE-0I        | 1992年9月26日  | KICA-123   | スターチャイルド |
| In The Fluffy Moon Nite <English Version> | 春猫不思議月夜 -おしえてHappiness- | 万能文化猫娘 SOUND PHASE-0I        | 1992年9月26日  | KICA-123   | スターチャイルド |
| レインボウスカイ                          | 瞳に銀河                           | 万能文化猫娘 SOUND PHASE-0III      | 1993年2月5日   | KICA-140   | スターチャイルド |
| レインボウスカイ <オリジナル・カラオケ>   | 瞳に銀河                           | 万能文化猫娘 ヌクヌクD.Jスペシャル | 1993年??月??日 | SSX-70     | スターチャイルド |
| レインボウスカイ <オリジナル・カラオケ>   | 瞳に銀河                           | 万能文化猫娘 宝石箱                | 1994年7月21日  | KICA-203/4 | スターチャイルド |

### 高橋竜子名義の楽曲
| 曲名          | 収録シングル                  | 発売日       | 規格品番         | 発売元                  |
| ------------- | ----------------------------- | ------------ | ---------------- | ----------------------- |
| Peaceful Days | 恐竜あげみざわ☆/Peaceful Days | 2020年4月5日 | NOPA-2233 (配信) | KING AMUSEMENT CREATIVE |

## 作詞・作曲・コーラス参加
| 楽曲                                             | アーティスト                | 収録アルバム                                   | 発売日         | 規格品番          |
| 作詞                                             | 作詞                        | 作詞                                           | 作詞           | 作詞              |
| ------------------------------------------------ | --------------------------- | ---------------------------------------------- | -------------- | ----------------- |
| ママゴリラ                                       | 今井ゆうぞう&はいだしょうこ | おかあさんといっしょ 最新ベスト おしりフリフリ | 2005年10月19日 | PCCG-00688        |
| 作曲                                             |                             |                                                |                |                   |
| My dear                                          | 林原めぐみ                  | 万能文化猫娘 SOUND PHASE-0II                   | 1992年11月21日 | KICA-129          |
| Gift                                             | 石井聖子                    | Angelophany                                    | 1997年09月20日 | PCCA-1141         |
| Winter Picnic                                    | 石井聖子                    | Angelophany                                    | 1997年09月20日 | PCCA-1141         |
| 作詞・作曲                                       |                             |                                                |                |                   |
| かがやく空ときみの声                             | DoCo                        | らんま1/2 DoCo Second                          | 1994年12月16日 | PCCG-326          |
| ふたりの距離                                     | 持田真樹                    | 会いたい気持ちでずっと                         | 1996年3月23日  | VIDL-10751        |
| コーラスアレンジ                                 |                             |                                                |                |                   |
| Give a reason 〜Ballade Version〜                | 林原めぐみ                  | Meet again                                     | 2006年7月26日  | KICM-1164         |
| コーラス参加                                     |                             |                                                |                |                   |
| 横顔から I LOVE YOU                              | 今井美樹                    | MOCHA                                          | 1989年6月21日  | FLCF-3629         |
| DREAM AROMA                                      | 遠藤由美                    | B型同盟・ミュージックアルバム                  | 1989年9月25日  | H00K-20157        |
| ひとときの永遠                                   | 原田知世                    | Tears of Joy                                   | 1990年5月21日  | FLCF-31070        |
| 一度だけの魔法                                   | 松井菜桜子                  | 一度だけの魔法                                 | 1992年4月15日  | KTDR-2036         |
| ファルスよ永遠に                                 | MORRIE                      | ロマンティックな、余りにロマンティックな       | 1992年4月21日  | BVCR-79           |
| 眩暈を愛して夢をみよ                             | MORRIE                      | ロマンティックな、余りにロマンティックな       | 1992年4月21日  | BVCR-79           |
| Morning Star                                     | 鶴ひろみ                    | Morning Star                                   | 1992年4月25日  | KTDR-2035         |
| 浮遊人                                           | 佐々木望                    | 子供たちは夜の住人 ドラマ編                    | 1992年7月16日  | KICA-110          |
| 誰かがいない                                     | 佐々木望                    | 子供たちは夜の住人 ドラマ編                    | 1992年7月16日  | KICA-110          |
| CALL YOU                                         | 菊池正美                    | 子供たちは夜の住人 ドラマ編                    | 1992年7月16日  | KICA-110          |
| 眠れない街で                                     | 林原めぐみ                  | Perfume                                        | 1992年8月5日   | KICS-215          |
| 私にハッピーバースデイ                           | 林原めぐみ                  | Perfume                                        | 1992年8月5日   | KICS-215          |
| STRAY CAT                                        | 林原めぐみ                  | Perfume                                        | 1992年8月5日   | KICS-215          |
| Growing Up                                       | 林原めぐみ                  | Perfume                                        | 1992年8月5日   | KICS-215          |
| 瞳に銀河                                         | 林原めぐみ                  | Perfume                                        | 1992年8月5日   | KICS-215          |
| Summer Vacation                                  | 林原めぐみ                  | Perfume                                        | 1992年8月5日   | KICS-215          |
| ハートの行方 -MEMORIES FOREVER-                  | 林原めぐみ                  | Perfume                                        | 1992年8月5日   | KICS-215          |
| 芸能界でよかった                                 | 貴島サリオ                  | SARIO 2                                        | 1993年9月1日   | PCCA-00475        |
| ランチタイムに愛をこめて                         | 平井菜水                    | キャヴェンディッシの丘と雲                     | 1994年6月1日   | VPCB-81052        |
| かがやく空ときみの声                             | DoCo                        | らんま1/2 DoCo Second                          | 1994年12月16日 | PCCG-326          |
| Mail Of Life                                     | 南佳孝                      | Another Tomorrow                               | 1996年4月25日  | KTCR-1369         |
| 残酷な天使のテーゼ <AYANAMI Version>             | 林原めぐみ                  | bertemu                                        | 1996年11月1日  | KICS-590          |
| Don't Worry Be Happy (明日もあるし...)           | Flying Dutchman             | Flying Dutchman                                | 1996年11月13日 | TOCT-9540         |
| 残酷な天使のテーゼ (Director's Edit. Version II) | MISATO、Rei、ASUKA          | NEON GENESIS EVANGELION ADDITION               | 1996年12月21日 | KICA-333 KICA-334 |
| HAPPY RIDER                                      | 小森まなみ                  | HAPPY RIDER                                    | 2001年1月1日   | KICM-3005         |
| Believe                                          | 林原めぐみ&たかはしごう     | CARNIVAL・BABEL・REVIVAL                       | 2003年9月26日  | KICM-1084         |
| Give a reason 〜Ballade Version〜                | 林原めぐみ                  | Meet again                                     | 2006年7月26日  | KICM-1164         |
| Nauelhuapi                                       | 瀬木貴将                    | 360°                                           | 2020年5月20日  | PCCY-01991        |
| WELCOME TO ROCKET!                               | 石原慎一                    | -                                              | -              | -                 |

## タイアップ
| 楽曲                                    | タイアップ                                                                      |
| --------------------------------------- | ------------------------------------------------------------------------------- |
| Maybe                                   | 漫画『サイレントメビウス』イメージソング                                        |
| Cherryのまんま                          | 漫画『Cherryのまんま』イメージソング                                            |
| MYSTIC EYES……愛はCOUNT DOWN             | 漫画『B型同盟』イメージソング                                                   |
| フレンズ                                | テレビアニメ『らんま1/2熱闘編』エンディングテーマ                               |
| 地球のハテ・恋のハテ?                   | ゲーム『らんま1/2 とらわれの花嫁』エンディングテーマ                            |
| 眠れぬ夜に                              | 漫画『サイレントメビウス』イメージソング                                        |
| おかえり                                | フジテレビ系連続テレビドラマ『ママたちの受験戦争』主題歌                        |
| P.S. I miss you                         | フジテレビ系連続テレビドラマ『逢いたい時にあなたはいない…』イメージソング       |
| 静寂 (SI・JI・MA)                       | 漫画『サイレントメビウス』イメージソング                                        |
| もう一度逢いたくて                      | 日本テレビ系連続テレビドラマ『悪女』挿入歌                                      |
| Woman's Love                            | 映画『天国の大罪』主題歌                                                        |
| Something in the Air                    | フジテレビ系単発テレビドラマ『結婚式』主題歌                                    |
| Touch Me Softly                         | OVA『万能文化猫娘』イメージソング                                               |
| In The Fluffy Moon Nite                 | OVA『万能文化猫娘』イメージソング                                               |
| レインボウスカイ                        | OVA『万能文化猫娘』イメージソング                                               |
| ブルーの翼                              | 日本テレビ系連続テレビドラマ『嵐の中の愛のように』主題歌                        |
| 恋だ!パニック                           | OVA『らんま1/2』オープニングテーマ                                              |
| 思い出より遠く                          | テレビ朝日系『オ・ト・ナにして』エンディングテーマ                              |
| $1,000,000の恋                          | テレビ朝日系『オ・ト・ナにして』挿入歌                                          |
| あの頃に待ち合わせよう                  | テレビ朝日系『オ・ト・ナにして』挿入歌                                          |
| ムーンライト・エピキュリアン            | テレビ朝日系バラエティ番組『いわんやトミーズをや』エンディングテーマ            |
| 残酷な天使のテーゼ                      | テレビアニメ『新世紀エヴァンゲリオン』オープニングテーマ                        |
| 月の迷宮                                | テレビアニメ『新世紀エヴァンゲリオン』イメージソング                            |
| FLY ME TO THE MOON                      | テレビアニメ『新世紀エヴァンゲリオン』エンディングテーマ                        |
| 憶えていますか                          | フィリップス「オイルヒーター」CMソング                                          |
| 予感                                    | ゲーム『新世紀エヴァンゲリオン 鋼鉄のガールフレンド』エンディングテーマ         |
| 幸せは罪の匂い                          | PCゲーム『新世紀エヴァンゲリオン 綾波育成計画』オープニングテーマ               |
| 幸せは罪の匂い                          | パチスロ『ヱヴァンゲリヲン 〜決意の刻〜』イメージソング                         |
| 無限抱擁                                | ゲーム『新世紀エヴァンゲリオン 鋼鉄のガールフレンド2nd』エンディングテーマ      |
| めぐり逢い                              | フジテレビ系テレビドラマ『Age,35恋しくて』メインテーマ曲                        |
| めぐり逢い ANGELIC VOICE VERSION        | JFN系ラジオ『Sound Library〜世界にひとつだけの本〜』オープニングテーマ          |
| 新しいシャツ                            | TBS系『山田邦子のしあわせにしてよ』エンディングテーマ                           |
| ウェンディーの瞳                        | テレビ東京系『情報レストラン』エンディングテーマ                                |
| どこかにあるよ                          | 四国電力CMソング                                                                |
| 魂のルフラン                            | アニメ映画『新世紀エヴァンゲリオン劇場版 シト新生』主題歌                       |
| 心よ原始に戻れ                          | アニメ映画『新世紀エヴァンゲリオン劇場版 シト新生』イメージソング               |
| LOVE ANTIQUE                            | パチスロ『ヱヴァンゲリヲン 〜決意の刻〜』イメージソング                         |
| LOVE IS A ROSE                          | ニュース番組『ブロードキャスター』エンディングテーマ                            |
| 心と心で                                | アニメ映画『どんぐりの家』主題歌                                                |
| 月の風船                                | NHK『みんなのうた』1998年10・11月使用曲                                         |
| We're the One                           | TBS系『世界ウルルン滞在記』エンディングテーマ                                   |
| LET ME HEAR YOUR VOICE                  | KDD「001」CMソング                                                              |
| HARMONY                                 | JR東日本CMソング                                                                |
| GLORY                                   | アテニアCMソング                                                                |
| 美しい人                                | TBS系連続テレビドラマ『美しい人』イメージソング                                 |
| シロクロ つけてくだ サイ                | NHK教育テレビ『むしまるQゴールド』イメージソング                                |
| ミドリガメのうた                        | NHK教育テレビ『むしまるQゴールド』イメージソング                                |
| we'll be together -2002-                | カードゲーム『アクエリアンエイジ SagaII』イメージソング                         |
| 心の翼                                  | 日本テレビ系『素顔が一番!』イメージソング                                       |
| 迷宮のリグレット                        | カードゲーム『アクエリアンエイジ SagaII』テーマソング                           |
| 虹色・夢色・太鼓色                      | アーケードゲーム『太鼓の達人3』オープニングテーマ                               |
| 虹色・夢色・太鼓色                      | ゲーム『太鼓の達人 タタコンでドドンがドン』オープニングテーマ                   |
| 虹色・夢色・太鼓色                      | ゲーム『太鼓の達人 ぽ〜たぶる』オープニングテーマ                               |
| 虹色・夢色・太鼓色                      | パチスロ『祭の達人 ウィンちゃんの夏祭り』イメージソング                         |
| Change My Heart                         | OVA『アクエリアンエイジSagaII 〜Don't forget me…〜』オープニングテーマ          |
| Smile! Happy good day                   | カネボウ化粧品CMソング                                                          |
| 僕はひとりじゃない                      | 映画『ウイニング・パス』主題歌                                                  |
| metamorphose                            | テレビアニメ『この醜くも美しい世界』オープニングテーマ                          |
| WING                                    | TBS系テレビアニメ『ああっ女神さまっ』エンディングテーマ                         |
| 夜明け生まれ来る少女                    | 毎日放送系テレビアニメ『灼眼のシャナ』エンディングテーマ                        |
| 魂のルフラン (10TH ANNIVERSARY VERSION) | ゲーム『シークレット オブ エヴァンゲリオン』エンディングテーマ                  |
| 蒼き炎                                  | テレビアニメ『パンプキン・シザーズ』オープニングテーマ                          |
| 聖なる痛みを抱いて                      | ゲーム『ルクス・ペイン』オープニングテーマ                                      |
| 傷だらけの夢                            | OVA『COBRA THE ANIMATION ザ・サイコガン』オープニングテーマ                     |
| 残酷な天使のテーゼ 2009VERSION          | 『CR新世紀エヴァンゲリオン 〜最後のシ者〜』イメージソング                       |
| 残酷な天使のテーゼ 2009VERSION          | 教養バラエティ番組『戦国鍋TV 〜なんとなく歴史が学べる映像〜』エンディングテーマ |
| FLY ME TO THE MOON 2009VERSION          | 『CR新世紀エヴァンゲリオン 〜最後のシ者〜』イメージソング                       |
| 慟哭へのモノローグ                      | パチスロ『新世紀エヴァンゲリオン 〜魂の軌跡〜』テーマソング                     |
| 炎のたからもの                          | 教養バラエティ番組『戦国鍋TV 〜なんとなく歴史が学べる映像〜』エンディングテーマ |
| コブラ                                  | 教養バラエティ番組『戦国鍋TV 〜なんとなく歴史が学べる映像〜』エンディングテーマ |
| 愛はブーメラン                          | 教養バラエティ番組『戦国鍋TV 〜なんとなく歴史が学べる映像〜』エンディングテーマ |
| Wing Wanderer                           | ゲーム『PROJECT X ZONE』オープニングテーマ                                      |
| GALAXY                                  | ゲーム『PROJECT X ZONE』エンディングテーマ                                      |
| 暫し空に祈りて                          | パチスロ『EVANGELION』テーマソング                                              |
| Peaceful Times_the London-Tokyo meeting | ミュージックフィルム「Shiro SAGISU petit film #01」挿入歌                       |
| 真実の黙示録                            | テレビアニメ『クロスアンジュ 天使と竜の輪舞』オープニングテーマ                 |
| TENSIONS - welcome to the stage         | 『Pヱヴァンゲリヲン 〜超覚醒〜』イメージソング                                  |
| TENSIONS - welcome to the stage         | 『Pヱヴァンゲリヲン 〜超暴走〜』イメージソング                                  |
| 魂と呼ぶもの                            | 福島復興応援ソング                                                              |
| T.o.k.y.o                               | テレビ東京系『主治医が見つかる診療所』2018年7月度エンディングテーマ             |
| 赤き月                                  | 『P新世紀エヴァンゲリオン 〜シト、新生〜』イメージソング                        |
| Peaceful Days                           | テレビアニメ『ギャルと恐竜』エンディングテーマ                                  |
| 心よ原始に戻れ 2020                     | BSフジ『ESPRIT JAPON』2020年10月・11月エンディングテーマ                        |
| にゃん酷なにゃんこのテーゼ              | スマートフォン向けゲームアプリケーション『にゃんこ大戦争』CMソング              |
| Final Call                              | 『P新世紀エヴァンゲリオン 〜未来への咆哮〜』イメージソング                      |
| Teardrops of hope                       | 『Pゴジラ対エヴァンゲリオン 〜G細胞覚醒〜』イメージソング                       |
| 罪と罰 祈らざる者よ                     | 『シン・ジャパン・ヒーローズ・ユニバース × バンダイナムコ』プロモーションソング |
| オチビサンの絵描きうた                  | テレビアニメ『オチビサン』イメージソング                                        |

## 出演

### ラジオ
- Yaw Yawoo Power（FM富士、1993年4月 - ?）
- Radio Libra（FM愛知、1993年5月 - ?）
- 高橋洋子のサウンドスケッチ（1998年1月 - ?）
- 林原めぐみのHeartful Station（ラジオ関西、不定期ゲスト出演）
- 林原めぐみのTokyo Boogie Night（TBSラジオ、不定期ゲスト出演）
- きらめき歌謡ライブ（NHKラジオ第1、2015年6月10日）
- 武部聡志のSESSIONS（JFN、2017年2月19日）
- 大竹まこと ゴールデンラジオ!（文化放送、2017年3月24日）
- 高橋みなみの これから何する?（TOKYO FM、2018年2月1日）
- 加藤裕介の横浜ポップJ（ラジオ日本、2018年2月5日）
- 高橋洋子の あ〜ねっ!（2018年10月1日 - 2021年3月31日）

他

### テレビ
- 夜のヒットスタジオDELUXE（フジテレビ、1987年8月26日） - バックコーラスとして出演
- ジャストポップアップ（NHK総合、1988年11月19日）
- ミュージックステーション（テレビ朝日、1992年10月16日）
- 第25回日本有線大賞（フジテレビ、1992年12月4日）
- 第34回日本レコード大賞（TBSテレビ・ラジオ、1992年12月31日）
- BS永遠の音楽大全集 アニメ主題歌大全集 2006（BS2、2006年5月28日）
- HEY!HEY!HEY! MUSIC CHAMP（フジテレビ、2012年4月9日）
- ショーバト!（日本テレビ、2012年10月1日）
- 家族で選ぶにっぽんの歌（NHK総合、2014年3月29日）
- 行列のできる法律相談所（日本テレビ、2015年8月23日）
- 歌謡チャリティーコンサート（NHK総合、2015年11月3日）
- カウントダウンLIVE アニソン ベスト100!（NHK BSプレミアム、2017年2月18日）
- ヒルナンデス!（日本テレビ、2017年6月8日、2017年6月22日）
- 嵐にしやがれ（日本テレビ、2017年7月29日）
- 24時間テレビ40（日本テレビ、2017年8月27日）
- 西川貴教の僕らの音楽（フジテレビNEXT、2017年9月14日）
- ミュージックステーションウルトラFES（テレビ朝日、2017年9月18日）
- 坂崎幸之助のももいろフォーク村NEXT（フジテレビNEXT、2017年11月15日、2017年12月27日）
- Anison Days（BS11、2017年12月7日）
- 2017 FNS歌謡祭 第2夜（フジテレビ、2017年12月13日）
- CDTVSP! 年越しプレミアライブ2017→2018（TBS、2017年12月31日）
- プレミアMelodiX!（テレビ東京、2019年5月6日）
- ミュージック・モア（TOKYO MX、2019年6月1日）
- ももいろ歌合戦（BS日テレ・ニッポン放送・AbemaTVなど、2019年12月31日）
- NHKバーチャル紅白歌合戦（NHK総合、2020年1月1日）[30]
- 前略、大徳さん（中京テレビ、2020年2月9日）
- ギャルと恐竜（TOKYO MXほか、2020年4月5日、2020年4月12日） - 大家 役
- 発表!全エヴァンゲリオン大投票（NHK BSプレミアム、2020年5月16日）
- 音楽の日2020（TBS、2020年7月18日）
- 国民13万人がガチ投票! アニメソング総選挙（テレビ朝日、2020年9月6日）
- クイズ・ドレミファドン! 冬ドラマ豪華俳優陣が激突!新春SP（フジテレビ、2021年1月6日）
- NHKのど自慢（NHK総合・ラジオ第1・FM、2024年6月30日）
- クイズ! 国民一斉調査（2025年1月18日、日本テレビ）- 問題「これぞ大定番! 神アニソン」で、1位の「残酷な天使のテーゼ」をスタジオで歌唱。

他

#### NHK紅白歌合戦出場歴
| 年度/放送回              | 回     | 曲目               | 対戦相手 |
| ------------------------ | ------ | ------------------ | -------- |
| 2021年（令和3年）/第72回 | 特別枠 | 残酷な天使のテーゼ | なし     |

### CM
- P新世紀エヴァンゲリオン 〜未来への咆哮〜（2021年10月）

### 舞台
- With You 〜The Stories After Happy Ending〜（2006年10月、新宿シアターサンモール）
- GENERATIONS（2007年2月15日〜18日、天王洲銀河劇場）
- ドラゴンクエストライブスペクタクルツアー（2016年、さいたまスーパーアリーナ、横浜アリーナほか） - 竜の女王 役

## 著作物
| タイトル                                                                   | 発売日        | ISBN                   | 発売元               |
| -------------------------------------------------------------------------- | ------------- | ---------------------- | -------------------- |
| 「残酷な天使のテーゼ」「魂のルフラン」をだれよりも上手に歌えるようになる本 | 2021年2月26日 | ISBN 978-4-8456-3586-3 | リットーミュージック |